# Jesse Buel

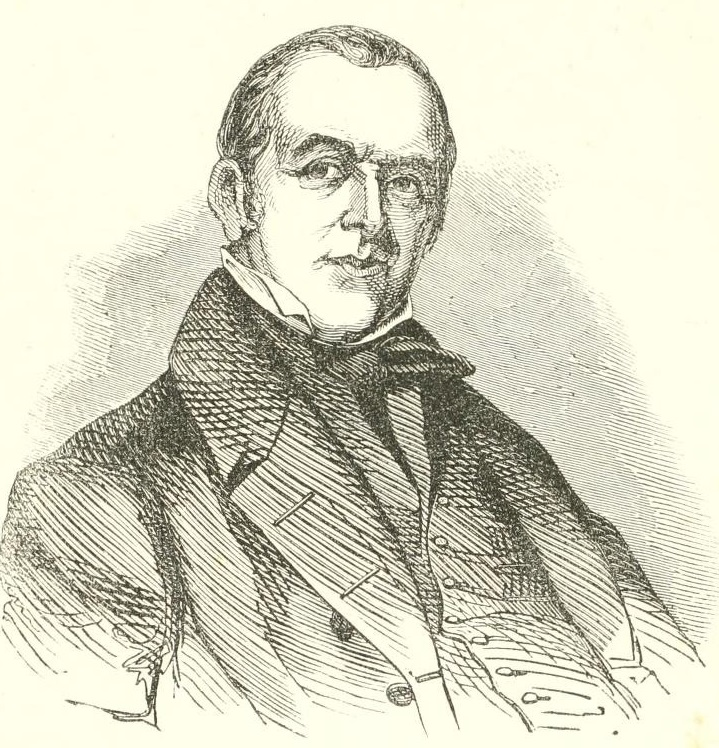
Jesse Buel

Jesse Buel (* 4. Januar 1778 in Coventry, Connecticut; † 6. Oktober 1839 in Danbury, Connecticut) war ein US-amerikanischer Drucker, Zeitungsbesitzer, Richter und Politiker.

## Leben
Jesse Buel zog im Alter von zwölf Jahren mit seiner Familie nach Rutland (Vermont), wo er zwei Jahre später eine Ausbildung zum Drucker anfing. Nach seiner Ausbildung arbeitete er als Geselle für Zeitungen in New York City und im Hinterland von New York. Schließlich begann er 1797 seine eigenen Zeitungen zu veröffentlichen und betrieb dies bis 1821. In dieser Zeit brachte er Zeitungen in Lansingburgh, Troy, Poughkeepsie, Kingston und Albany heraus, wobei er während seines Aufenthaltes in Albany als staatlicher Drucker beschäftigt war. Bis dahin erlangte er einen beträchtlichen Ruf als Redakteur und kam zu einem erheblichen Vermögen.
Danach widmete er sich der Verbesserung der amerikanischen Landwirtschaft. Er war der Auffassung, dass diese unwirtschaftlich war, zu häufig war der Boden auf Grund von aufeinander folgender Bewirtschaftung ausgelaugt, wie bei den Baumwollplantagen in den Südstaaten. Um dem entgegenzusteuern, schuf Buel eine Versuchsfarm auf einem 85 Morgen großen Stück Land westlich von Albany. Dort verwendete er wissenschaftliche Bewirtschaftungsmethoden, einschließlich des Tiefpflügens, der Entwässerung, der Nutzung von einheimischen Kulturpflanzen als Düngermittel und dem Fruchtwechsel. Die Farm wurde äußerst produktiv und erlangte bald den Ruf als die Albany Nursery. Nachdem er bewiesen hatte, wie erfolgreich seine Bewirtschaftungsmethoden waren, setzte er sich für deren Verbreitung ein.
Buel wurde 1823 Abgeordneter der New York State Assembly. Dann war er als Landwirtschaftsminister von New York tätig. In dieser Stellung setzte er sich für die Schaffung von staatlichen Landwirtschaftsschulen ein und war 1832 bei der Gründung der staatlichen Agricultural Society entscheidend beteiligt, von der er der erste Protokollsekretärin (Recording Secretary) wurde. Er begann 1834 den Cultivator, ein bekanntes Landwirtschaftsmagazin, herauszugeben. Dieses hatte großen Einfluss auf die Landwirte und führte zu wirkungsvollen Verbesserungen.
Zwei Jahre später kandidierte er als Whig erfolglos für das Amt des Gouverneurs von New York. Ferner war er viele Jahre lang als Richter tätig und kurz vor seinem Tod als Regent an der State University.

## Werke
- Farmer’s Instructor
- Farmer’s Companion, or Essays on the Principles and Practice of American Husbandry